# In the Corners of Clouds
In the Corners of Clouds ist ein Jazzalbum von Josephine Davies. Die am 14. Februar 2018 in den Buffalo Studios, London, entstandenen Aufnahmen erschienen am 9. November 2018 auf Whirlwind Recordings.

## Hintergrund
Die Saxophonistin Josephine Davies spielte das Album mit dem Bassisten Dave Whitford und dem Schlagzeuger James Maddren ein. In the Corners of Clouds ist das zweite Album ihres Satori Trio, das dem selbstbetitelten Debütalbum von 2017 folgte.
Mit How Can We Wake? (2020) setzte Davies ihre Arbeit mit diesem Trio fort.

## Titelliste
- Josephine Davies: In the Corners of Clouds (Whirlwind Recordings WR4730)

1. Wabi Sabi 6:11
2. Song of the Dancing Saint 7:04
3. In the Corners of Clouds 5:17
4. Oddities 5:18
5. The Space Between Thoughts 4:31
6. Cry 6:01
7. Lazy 5:28
8. Scattered 3:45

Die Kompositionen stammen von Josephine Davies.

## Rezeption
Mit dem zweiten Album des Satori-Trios würde Josephine Davies weiterhin ihre Beherrschung des Saxophon-Trio-Formats unter Beweis stellen, schrieb Ian Mann in The Jazz Mann. Neben ihren weiteren Projekten sei es wohl das ohne ein Akkord-Instrument auskommende Trio Satori, das Davies’ bislang experimentierfreudigstes Projekt darstelle. Die exponierte Umgebung würde dafür sorgen, dass es sich hier um Jazz ohne Sicherheitsnetz handle, doch wieder einmal stellten sich Davies und ihre beiden Kollegen der Herausforderung mit beachtlicher Souveränität.

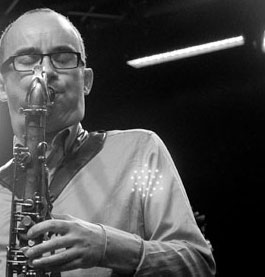
Julian Arguelles (2015)

Die Musik des Trios zeige nicht nur den Einfluss John Coltranes, sondern auch den der klassischen Saxophontrios von Sonny Rollins und Joe Henderson, wobei letzterer ein besonderer Prüfstein für Davies sei, so Ian Mann weiter. Der Einfluss von Trios unter der Leitung zeitgenössischerer Saxophonisten sei ebenfalls zu erwähnen, insbesondere der von Julian Argüelles und Rich Perry. Letztlich habe mit In the Corners of Clouds ihr neues Trio einen offeneren Ansatz gewählt.
Nach Ansicht von Roger Farbey, der das Album in All About Jazz rezensierte, kann ein Trio ohne die Vorteile eines Akkordinstruments oder zusätzlicher Melodieinstrumente zur Schaffung einer harmonischen Struktur herausfordernd und schwierig sein. Es erfordere zwar mehr Konzentration und Disziplin, könne aber paradoxerweise auch Möglichkeiten für mehr Freiheit schaffen. Für einige sei jedoch das reduzierte Format ideal, eine Struktur, die der 2007 verstorbene Mike Osborne pflegte. Seine Musik sei intensiv und brillant gewesen und bot eine hervorragende Vorlage für diese Art von Jazz. Mit ihrem Album beweise nun Davies, dass ihre eigene Triokonstellation erfrischend einfallsreich und belebend ist.
Es sei beeindruckend zu erleben, wie stark die Gruppe seit ihrem gleichnamigen Debüt im Jahr 2017 gewachsen ist, meinte J.D. Considine im Down Beat, wo er In the Corners of Clouds mit viereinhalb (von fünf) Sternen bewertete. Obwohl der Grundklang derselbe bleibe – dichter Rhythmus, mit starkem Gespür für Melodien und tief ineinander verschlungenen Linien zwischen Saxophon, Bass und Schlagzeug –, habe sich die Ausführung zu etwas mehr im Moment Befindlichen entwickelt und sei häufiger auf improvisatorisches Zusammenspiel als auf kompositorische Voraussicht ausgerichtet. Unterdessen verblüffe Bassist Dave Whitford weiterhin mit seinem durchsetzungsfähigen, rhythmisch agilen Kontrapunkt, der es schaffe, virtuose Intensität zu erzeugen, ohne jemals von den Aktivitäten seiner Bandkollegen abzulenken.
Die Vorstellung eines Trios als einer musikalischen Dreierdiskussion begleitet uns schon seit einiger Zeit, aber es sei immer noch ein Genuss zu hören, wie sie sich hier mit Tiefe und Subtilität manifestiere, meinte Nic Jones im Jazz Journal zum Album. Seltsamerweise würde das Fehlen starker Themen dazu beitragen. Obwohl „The Space Between Thoughts“ an etwas erinnere, was John Lewis geschrieben haben könnte, habe die Finesse des Modern Jazz Quartet keinen Platz auf der Agenda des Trios. Stattdessen klinge der musikalische Austausch so in sich geschlossen, dass man schon bei der Intensität, die dabei entstehe, das Ohr spitze, auch wenn die entstehende Musik sich kaum erhebe und laut werde.